# بنى زيد (وشقة)
بِنى زيد أو ابن زيد (بالأراغونية: Binazet)‏ هي بلدية تقع في مقاطعة وشقة في منطقة أرغون في إسبانيا. وفقًا لتعداد عام 2004 ( INE ) ، يبلغ عدد سكان البلدية 1645 نسمة.